# Anatoli Koeznetsov
Anatoli Vasiljevitsj Koeznetsov (Russisch: Анатолий Васильевич Кузнецов) (Kiev, 18 augustus 1929 – Londen, 13 juni 1979) was een Oekraïens-Russische schrijver.

## Leven en werk
Koeznetsov leefde als kind in het door de Duitsers bezette Oekraïne en werkte later als arbeider mee aan de bouw van grote krachtcentrales. Daarover schreef hij in zijn roman Vervolg op een legende (1957), over een jonge arbeider met spanningen op zijn werk; de oplossing van het boek is sociaal-realistisch en daarmee gold het als een schoolvoorbeeld van het jongerenproza van de nieuwe tijd. Wereldwijde bekendheid verkreeg Koeznetsov met zijn documentaire roman Babi Jar, waarin hij zijn ervaringen in Kiev tijdens de Duitse bezetting in de Tweede Wereldoorlog beschrijft en meer in het bijzonder ingaat op de moord op de joden in de Babi-ravijn. Het boek verscheen voor het eerst in 1966 in een gecensureerde versie. Sinds 1955 was hij lid van de communistische partij, maar hij kwam steeds meer in conflict met de ideologische lijn van het regime en de censuur op zijn werk. Toen Koeznetsov in 1968 na een politieke reis asiel aanvroeg in Engeland lukte het hem de volledige, lange versie van het boek mee te smokkelen naar het Westen, waar hij het in 1970 publiceerde onder het pseudoniem A. Anatoli. In de nieuwe versie worden ook de Sovjets verantwoordelijk gesteld; daarbij benadrukt hij het gebrek aan achting voor de offers van de Joden van Kiev.
Koeznetsov was tot zijn dood medewerker van Radio Liberty.

## Werken
- Vervolg op een legende (1957)
- Een augustusdag (1962, verhalen)
- Thuis (1964)
- Babi Jar. Een documentaire roman (1967, ongecensureerde versie 1970); Nederlandse vertaling eerste versie door Marko Fondse, 1967
- Babi Jar. Een document in de vorm van een roman (ongecensureerde versie 1970); Nederlandse vertaling door Jan Robert Braat, 2024